# Mathurin Romegas
Mathurin d'Aux de Lescout, anomenat Romegas o Mathurin Romegas (1525 o 1528 – Novembre 1581 a Roma), era membre d'una família aristocràtica de Gascunya i membre de l'Orde de Sant Joan de Jerusalem. Va ser un dels comandants navals més importants de l'Orde, per bé que va acabar la seva vida sent un Gran Mestre rival.

## Primers anys
Va néixer en una família noble francesa amb connexions amb la casa d'Armagnac. El 1542 va entrar a l'Orde de l'Hospital i va esdevenir un militar molt complet i un mestre en teologia, i de seguida es va anar fent un nom.

## Principi de la carrera
Va entrar a l'orde el desembre de 1546 i va servir-la a les galeres. De seguida va esdevenir un terror marítim per als musulamans a la Mediterrània, amb ràtzies contínues a la costa del Nord d'Àfrica i a Orient, on va capturar nombroses naus i esclaus. A demandes del papa, va participar en diferents campanyes al sud de França contra els hugonots.
Va guanyar fama i virtut quan va escapar d'un greu problema el 1555. La seva galera va patir una forta tempesta al Gran Port de la qual es va salvar de manera miraculosa. El Gran Mestre Jean Parisot de la Valette es va fer amic seu fins al final de la seva vida.

## Carrera naval
Servint amb el General de les galeres de l'Orde, Gozon de Melac, Romegas va lluitar repetidament contra les galeres de Turgut Reis, va prendre Vélez de la Gomera el 1564 i de tornada, prop de Cefalònia l'expedició comandada per Romegas i Pierre de Giou, va atacar i capturar un gran galió otomà fortament armat sota el comandament de Bairan Ogli Reis i amb 200 geníssers a bord. El propietari del vaixell era Kustir Agha, el principal eunuc del serrallo del Sultà, i la mercaderia que portava, valorada en uns 80.000 ducats, era seva i d'algunes dames del sultà, incloent la seva filla predilecta. Entre els presos que van prendre van ser el governador del Caire, el governador d'Alexandria, i l'ex infermer de la filla de Suleiman. Aquest esdeveniment va portar a Suleiman el Magnífic a mobilitzar la gran força que va aterrar a Malta el 18 de maig de 1565 per començar el Gran setge de Malta.
Durant el setge, Romegas va tenir un paper destacat, liderant diversos milers de cavallers i soldats en la defensa del Gran Port. Quan el setge va acabar, immediatament va tornar a atacar els enviaments musulmans, i va continuar construint la seva reputació com un guerrer sense por i defensor de la cristiandat.
A la batalla de Lepant el 1571 va servir en el vaixell insígnia papal sota el comandament de l'almirall Marcantonio Colonna. Romegas era el superintendent de les galeres papals. Va lluitar novament amb distinció i després de la batalla, va convidar a Colonna a unir-se a ell a Roma per celebrar la victòria.
En 1575 Romegas va ser nomenat General de les Galeres de l'Ordre i poc després Gran Prior de Tolosa. En 1577 va ser triat tinent al gran mestre. Amb el seue valor i èxit, semblava estar destinat a ser triat Gran Mestre en el seu moment, però finalment es va desvincular de les intrigues i maquinacions de diversos alts càrrecs de l'Ordre que buscaven utilitzar el seu prestigi i influència per als seus propis fins.

## Gran Maestre rival
En l'orde s'havia acumulat molt ressentiment i en el Convent General contra el gran mestre Jean de la Cassiere sobre les humiliacions percebudes durant el seu govern. En 1581, això va conduir a un motí virtual, quan el Convent General va destituir a La Cassiere i el va confinar al Fort de Sant Àngel, fent de Romegas el Gran Mestre de facto. El Papa va enviar un enviat especial, Gaspare Visconti, per investigar i, alhora, administrar l'Orde fins que es pogués resoldre la disputa.
La Cassiere i Romegas van ser convocats a Roma per explicar la seva conducta i defensar el seu cas. La Cassiere va arribar a Roma el 26 d'octubre de 1581 i, per ordre del Papa Gregori XIII, va ser tractat amb molta deferència i cerimònia. Per contra, Romegas va ser tractat amb extrema fredor i molt menyspreu. Va morir, sol i amb esperit trencat, una setmana després, el 4 de novembre de 1581.
La Cassiere va ser absolutament absolt de tots els càrrecs contra ell i va restablir la posició del Gran Maestre. No va viure el temps suficient per gaudir del seu triomf, morint a Roma el 21 de desembre de 1581.